# Associazione Calcio Forlì 1958-1959
Questa voce raccoglie le informazioni riguardanti l'Associazione Calcio Forlì nelle competizioni ufficiali della stagione 1958-1959.

## Stagione
Nella stagione 1958-1959 il Forlì disputa il girone A del campionato di Serie C, un torneo con 21 squadre e quindi 40 giornate e 2 riposi, con 40 punti si piazza in undicesima posizione, il torneo prevede una sola promozione e nessuna retrocessione per allargamento dei quadri. L'Ozo Mantova, che con il Siena ha vinto il torneo con 58 punti, è stato promosso in Serie B avendo vinto (1-0) lo spareggio con i toscani.
Il Forlì assapora di nuovo la Serie C dopo sei anni di IV Serie, in città si riaccende l'interesse per il calcio. Nuovo presidente il dinamico Franco Cappelli con alle spalle un gruppo di imprenditori in sostituzione della società guidata da Antonio Gramellini. Sulla panchina il giovane allenatore forlivese ed ex giocatore biancorosso Leo Zavatti. La squadra neopromossa viene rinforzata con gli arrivi dal Lanerossi Vicenza di Giusto Lodi e Giuseppe Gagliardi, dal portiere Silvano Piancastelli proveniente dall'Empoli, dall'ala Ugo Trabattoni dal Milan e dal centravanti Sergio Merlini proveniente dal Verona. Dopo un avvio stentato, con un solo punto in quattro partite, la squadra biancorossa inizia a offrire buone prestazioni, sino a diventare la rivelazione del torneo, ottenendo una posizione a metà classifica, ben oltre l'obiettivo iniziale. Miglior marcatore Giusto Lodi con 7 reti, ma si è distinto più di tutti Giuseppe Gagliardi, per continuità di rendimento e brillantezza di gioco, e pensare che era giunto sotto San Mercuriale come giocatore da recuperare.

## Rosa
| N. |                   | Ruolo | Calciatore         |
| -- | ----------------- | ----- | ------------------ |
|    | Italia (bandiera) | C     | Athos Amadei       |
|    | Italia (bandiera) | C     | Mario Bassi        |
|    | Italia (bandiera) | C     | Angelo Benvenuto   |
|    | Italia (bandiera) | D     | Giovanni Brunelli  |
|    | Italia (bandiera) | D     | Angelo Coccoli     |
|    | Italia (bandiera) | A     | Giuseppe Gagliardi |
|    | Italia (bandiera) | D     | Franco Landri      |
|    | Italia (bandiera) | A     | Giusto Lodi        |
|    | Italia (bandiera) | C     | Paolo Luzi         |
|    | Italia (bandiera) | D     | Tito Livio Marcato |

| N. |                   | Ruolo | Calciatore           |
| -- | ----------------- | ----- | -------------------- |
|    | Italia (bandiera) | D     | Giampiero Mariani    |
|    | Italia (bandiera) | C     | Graziano Mazzanti    |
|    | Italia (bandiera) | A     | Giuseppe Merigo      |
|    | Italia (bandiera) | A     | Sergio Merlini       |
|    | Italia (bandiera) | D     | Antonio Monguzzi     |
|    | Italia (bandiera) | P     | Silvano Piancastelli |
|    | Italia (bandiera) | A     | Addis Savoldi        |
|    | Italia (bandiera) | C     | Dante Serra          |
|    | Italia (bandiera) | D     | Renato Pizzocri      |

## Risultati

### Girone di andata
| Arbitro: | Ferrari (Milano) |

|                                                   |           |  |
| Compagno 20’ Mungai 31’ Bartolini 40’ Gratton 82’ | Marcatori |  |

| Forlì 28 settembre 1958 2ª giornata | Forlì             | 0 – 0 | Lucchese | Stadio Tullo Morgagni\| Arbitro: \| Revello (Imperia) \| |
| Arbitro:                            | Revello (Imperia) |       |          |                                                          |

| Arbitro: | Torcini (Firenze) |

|            |           |  |
| Raffin 50’ | Marcatori |  |

| Arbitro: | Rancher (Roma) |

|             |           |                            |
| Savoldi 19’ | Marcatori | 29’ (aut.) Coccoli 39’ Ive |

| Arbitro: | Rossini (Cremona) |

|                 |           |             |
| Crivellente 34’ | Marcatori | 18’ Savoldi |

| Arbitro: | Zaza (Molfetta) |

|                                 |           |             |
| Serra 18’ (rig.) Trabattoni 74’ | Marcatori | 29’ Nichele |

| Arbitro: | Bellotto (Pordenone) |

|                                    |           |           |
| Rossi 6’, 9’ (rig.) Rossi 43’, 55’ | Marcatori | 82’ Serra |

| Arbitro: | Politano (Cuneo) |

|                |           |  |
| Trabattoni 35’ | Marcatori |  |

| Casale Monferrato 23 novembre 1958 9ª giornata | Casale            | 0 – 0 | Forlì | Stadio Natale Palli\| Arbitro: \| Angonese (Mestre) \| |
| Arbitro:                                       | Angonese (Mestre) |       |       |                                                        |

| Arbitro: | Rossini (Cremona) |

|                                     |           |  |
| Merlini 19’ Gagliardi 44’, 61’, 90’ | Marcatori |  |

| Arbitro: | Vatteone (Imperia) |

|            |           |  |
| Canova 85’ | Marcatori |  |

| 14 dicembre 1958 12ª giornata |  | – Turno di riposo FORLI' |  |  |

| Forlì 21 dicembre 1958 13ª giornata | Forlì                | 0 – 0 | Siena | Stadio Tullo Morgagni\| Arbitro: \| Carbonelli (Brescia) \| |
| Arbitro:                            | Carbonelli (Brescia) |       |       |                                                             |

| Arbitro: | Politano (Cuneo) |

|  |           |                            |
|  | Marcatori | 68’ Trabattoni 75’ Savoldi |

| Arbitro: | Postechi (Pisa) |

|                  |           |  |
| Serra 75’ (rig.) | Marcatori |  |

| Arbitro: | Orlandi (Torino) |

|                                                 |           |           |
| Lodi 1’, 55’, 68’ Coccoli 26’ Bassi II 33’, 64’ | Marcatori | 86’ Luosi |

| Pisa 18 gennaio 1959 17ª giornata | Pisa              | 0 – 0 | Forlì | Stadio Arena Garibaldi\| Arbitro: \| Grignani (Milano) \| |
| Arbitro:                          | Grignani (Milano) |       |       |                                                           |

| Forlì 25 gennaio 1959 18ª giornata | Forlì            | 0 – 0 | Treviso | Stadio Tullo Morgagni\| Arbitro: \| Di Tonno (Lecce) \| |
| Arbitro:                           | Di Tonno (Lecce) |       |         |                                                         |

| Arbitro: | Vanni (Pisa) |

|             |           |              |
| Recagni 34’ | Marcatori | 76’ Monguzzi |

| Arbitro: | Samani (Trieste) |

|  |           |              |
|  | Marcatori | 71’ Cocciuti |

| Arbitro: | Ferrari (Milano) |

|                   |           |              |
| Luzi 11’ Lodi 38’ | Marcatori | 30’ Braccini |

### Girone di ritorno
| Arbitro: | Parisi (Messina) |

|                                  |           |               |
| Bassi II 7’ Lodi 52’ Savoldi 89’ | Marcatori | 59’ Bernardis |

| Arbitro: | Cerutti (Legnano) |

|              |           |  |
| Bassetto 84’ | Marcatori |  |

| Arbitro: | Carpani (Pavia) |

|          |           |  |
| Lodi 75’ | Marcatori |  |

| Arbitro: | Francescon (Padova) |

|           |           |  |
| Villa 87’ | Marcatori |  |

| Arbitro: | Smorto (Reggio Calabria) |

|  |           |                   |
|  | Marcatori | 7’ (aut.) Mariani |

| Arbitro: | Gay (Asti) |

|  |           |           |
|  | Marcatori | 82’ Serra |

| Arbitro: | Righetti (Torino) |

|               |           |  |
| Gagliardi 58’ | Marcatori |  |

| Piacenza 5 aprile 1959 29ª giornata | Piacenza             | 0 – 0 | Forlì | Barriera Genova\| Arbitro: \| Carbonelli (Brescia) \| |
| Arbitro:                            | Carbonelli (Brescia) |       |       |                                                       |

| Arbitro: | Di Tonno (Lecce) |

|                         |           |  |
| Lodi 35’ Trabattoni 70’ | Marcatori |  |

| Arbitro: | Politano (Cuneo) |

|             |           |  |
| Endrigo 50’ | Marcatori |  |

| Arbitro: | Orlando (Bergamo) |

|                             |           |               |
| Bassi II 12’ Trabattoni 70’ | Marcatori | 54’ Genovesio |

| 3 maggio 1959 33ª giornata |  | – Turno di riposo FORLI' |  |  |

| Arbitro: | Sebastio (Taranto) |

|                            |           |  |
| Voltolina 62’ De Rossi 86’ | Marcatori |  |

| Arbitro: | Ciferri (Roma) |

|           |           |                          |
| Serra 54’ | Marcatori | 11’ Pagani 20’ Marchioro |

| Arbitro: | Ubezio (Novara) |

|                                       |           |  |
| Ferrini 19’ Vaccarossa 26’ Fabbri 80’ | Marcatori |  |

| Arbitro: | Angonese (Mestre) |

|  |           |              |
|  | Marcatori | 39’ Bassi II |

| Arbitro: | Stanzione (Salerno) |

|             |           |              |
| Savoldi 75’ | Marcatori | 89’ Ricoveri |

| Arbitro: | Orlando (Bergamo) |

|               |           |  |
| Mantovani 45’ | Marcatori |  |

| Forlì 7 giugno 1959 40ª giornata | Forlì            | 0 – | Ozo Mantova | Stadio Tullo Morgagni\| Arbitro: \| Bonetto (Torino) \| |
| Arbitro:                         | Bonetto (Torino) |     |             |                                                         |

| Arbitro: | Baldassarre (Udine) |

|          |           |              |
| Rizzo 8’ | Marcatori | 37’ Bassi II |

| Carbonia 21 giugno 1959 42ª giornata | Carbosarda        | 0 – 0 | Forlì | Stadio Comunale\| Arbitro: \| D'Agostini (Roma) \| |
| Arbitro:                             | D'Agostini (Roma) |       |       |                                                    |

## Coppa Italia
| Arbitro: | Leita (Udine) |

|                         |           |                                  |
| Rossi 49’ Barchiesi 58’ | Marcatori | 44’ Merigo 47’ Lodi 112’ Savoldi |

| Arbitro: | De Robbio (Torre Annunziata) |

|                          |           |  |
| Mecozzi 34’ Malavasi 59’ | Marcatori |  |